# Parascyllium variolatum
Espèce
Statut de conservation UICN

 LC  : Préoccupation mineure
Parascyllium variolatum est une espèce de requins.